# Richard Reitzenstein
Richard August Reitzenstein (født 2. april 1861 i Breslau, død 23. marts 1931 i Gøttingen) var en tysk klassisk filolog og religionshistoriker. Han var far til Erich Reitzenstein.
Reitzenstein blev ekstraordinær professor i Rostock 1889, ordentlig professor i Giessen 1892, i Strassburg 1893, i Freiburg 1911 oh i Gøttingen 1914. Reitzensteins forfattervirksomhed gik i to forskellige retninger. I sine yngre dage arbejdede han meget i italienske og adre biblioteker og gjorde herved interessante håndskriftfund. De værker, der står i forbindelse hermed, behandler græsk litteraturhistorie, navnlig den græske sprogvidenskabs historie; hovedværket er Geschichte der griechischen Etymologika (1897). De dele af sine samlinger, der ikke var udnyttede, har Reitzenstein stillet til dsposition for danske filologer. I sine senere år studerede Reitzenstein den hellenistiske tids religion og dens indflydelse på kristendommen; hovedværkerne er her: Poimandres (1904), Hellenistische Wundererzählungen (1906), Die hellenistischen Mysterienreligionen (2. oplag 1920, 3. oplag 1927) og Das iranische Erlösungsmysterium (1921). Reitzenstein udgav desuden sammen med Hans Heinrich Schaeder, Studien zum antiken Synkretismus aus Iran und Griechenland 1926. Reitzensteins værker udmærker sig ved stor skarpsindighed og kundskabsfylde, men er ikke altid let tilgængelige.